# Anne de La Grange-Trianon
Anne de La Grange-Trianon, née en 1632 et morte à Paris le 20 janvier 1707, était dite « la Divine » et était comtesse de Frontenac par son mariage avec Louis de Buade de Frontenac, gouverneur de la Nouvelle-France. Pendant la Fronde, elle fut avec Gilonne d'Harcourt, maréchale de camp de La Grande Mademoiselle — fille de Gaston de France — et toutes deux accompagnèrent cette princesse dans son exil au château de Saint-Fargeau. Elle fut ensuite la confidente épistolière de Madame de Maintenon.

## Biographie

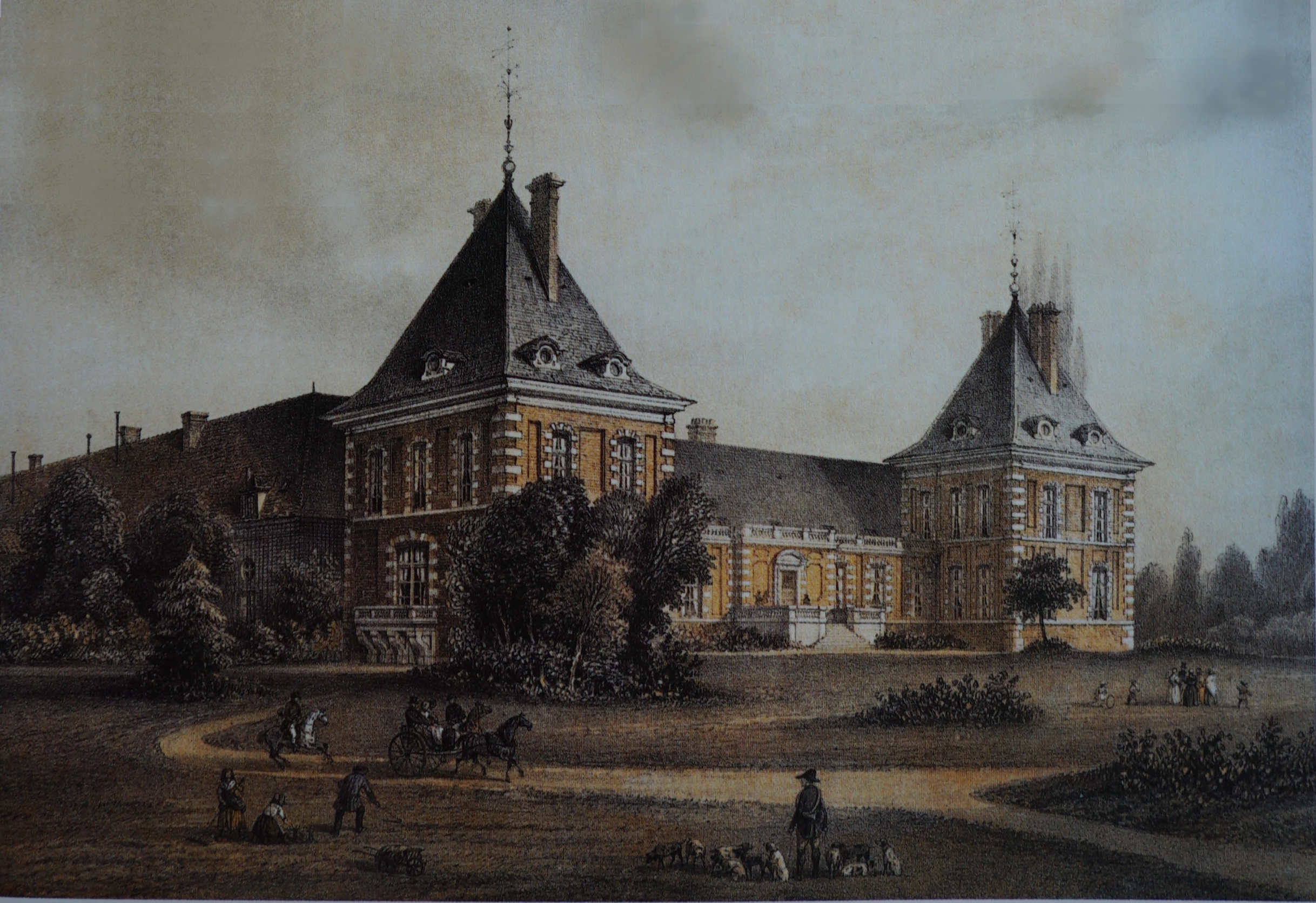
Château de Pont-sur-Seine.

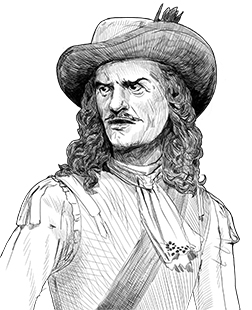
Louis de Buade de Frontenac.

### Contexte familial

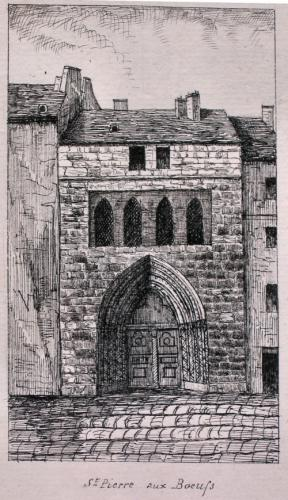
La « petite » église Saint-Pierre-aux-Bœufs.

Anne naît du mariage de Charles de La Grange-Trianon,,, seigneur de Neuville, maître en la Chambre des comptes de Paris, et de Marguerite Blanquet. Au décès de celle-ci, son père confie l'éducation de l'enfant à sa grand-tante (grande-cousine, en fait), madame de Bouthillier, née Marie de Bragelongne. Le remariage de Charles de La Grange avec Françoise Chouayne, veuve du conseiller au Parlement Gilles III de Maupeou, donnera à Anne une demi-sœur, Françoise de La Grange, baronne de Conflans, qui épousera Jean-Jacques Charon, marquis de Ménars, beau-frère de Jean-Baptiste Colbert.
Claude Bouthillier (1581-1642), l'époux de Marie de Bragelongne, surintendant des finances, est le protégé de Richelieu dont il sera l'exécuteur testamentaire. Il entame en 1640 la construction du château de Pont-sur-Seine en quoi Mademoiselle de Montpensier (la Grande Mademoiselle) verra « une des plus belles maisons de France » où elle aimera passer, et c'est donc là qu'avant son mariage Anne y rencontre la Grande Mademoiselle pour la première fois, dans une amitié qui se révèle réciproque et immédiate.
Causant en cela la fureur de son père et de la tante Bouthillier qui préconise pour elle une vie conventuelle, elle épouse en secret le 28 octobre 1648, en l'église Saint-Pierre-aux-Bœufs de Paris (« une des petites églises de la cité qui avait le privilège de recevoir les amants qui se mariaient malgré leurs parents »), Louis de Buade de Frontenac. Théophile-Pierre Bédard relativise le secret de l'union en y restituant la présence de François II d'Espinay, marquis de Saint-Luc et de son épouse Anne de Buade, de Claude de Bourdeille, comte de Montrésor (confident de Gaston de France) et de son épouse Geneviève de Buade, d'Hippolyte de Béthune, comte de Selles. Anne donne naissance le 7 mai 1651 au château de l'Isle-Savary, à Clion-sur-Indre, à François-Louis, son unique enfant qui, servant en tant que colonel dans les troupes de Christoph Bernhard von Galen, prince-évêque de Münster, mourra sans postérité en Allemagne en 1672 ou 1673,.

### La Fronde
Ce n'est que tardivement, en 1652 avec la Fronde des princes, solidaire en particulier du Grand Condé, que Mademoiselle de Montpensier entre en lice dans « cette désastreuse aventure qui va lui valoir le ressentiment durable du roi Louis XIV ». Les Frondeurs ayant supplié Gaston de France de se précipiter à Orléans dont le roi et son armée s'approchent, « Monsieur » préfère rester à Paris et y déléguer sa fille. Anne et Gilonne d'Harcourt, comtesse de Fiesque, sont ainsi auprès d'elle à Orléans le 27 mars 1652 et c'est ensemble qu'elles dévalent les fossés, se font ouvrir un passage, grimpent sur une échelle et obtiennent du conseil de la ville le refus d'entrée des troupes royales. Cet exploit vaut aux deux acolytes la lettre de gratitude de Gaston de France à « Mesdames les comtesses, maréchales de camp de l'armée de ma fille contre le Mazarin » et Jean Loret, dans sa lettre hebdomadaire à Marie d'Orléans-Longueville, lui confie le 7 mai suivant :

« Deux belles et jeunes comtesses,
Ses deux maréchales de camp,
Suivirent Sa Royale Altesse
Dont on fait grand cancan.
Fiesque, cette bonne comtesse,
Allait, baisant les bateliers,
Et Frontenac, quelle détresse !
Y perdit un de ses souliers. »

De retour d'Orléans, les comtesses de Frontenac et de Fiesque sont à nouveau auprès de Mademoiselle de Montpensier et se jettent avec elle dans l'émeute dite « journée des Pailles », jusque dans l'hôtel de ville de Paris en feu. C'est le moment où Anne suscite - et décline - « la folle passion » du duc Charles IV de Lorraine. Venu à Paris afin de se rallier à la Fronde, le Lorrain, beau-frère de Gaston de France par le remariage de celui-ci avec sa sœur Marguerite, n'en est pas moins évoqué par Valentin Conrart comme étant « plus brigand que prince souverain ».

### Le château de Saint-Fargeau

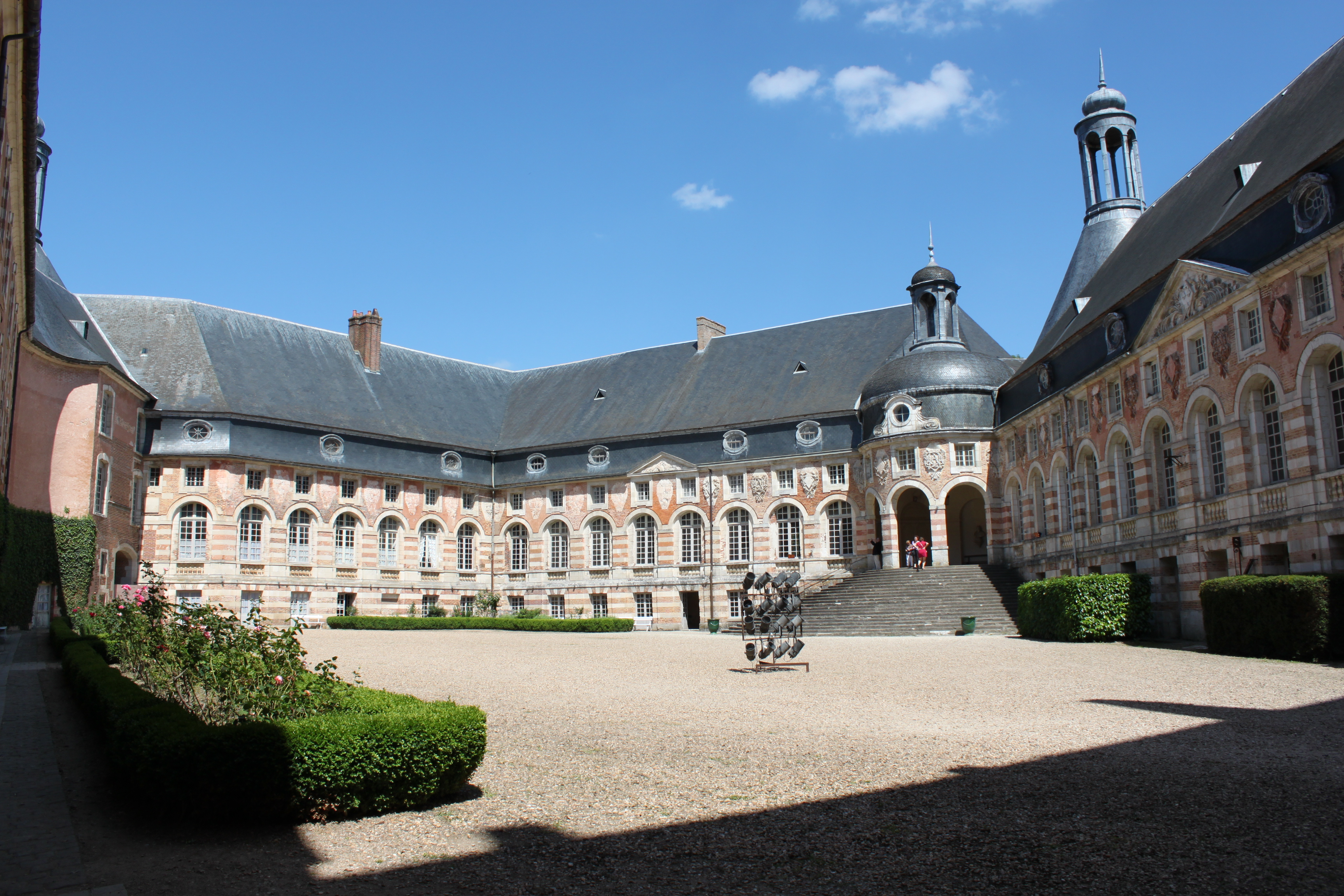
Château de Saint-Fargeau.

L'exil de 1652 à Saint-Fargeau, est restitué par Benedetta Craveri comme « la découverte du plaisir de construire : édifier, agrandir, embellir, accroître le faste de la famille, laisser une trace de soi durable de soi dans la pierre et dans le marbre ». Elle transforme d'abord une des ailes de l'imposante bâtisse polygonale du XIIIe siècle qui menace ruine afin de s'y installer avec les comtesses de Frontenac (qui n'a alors que 20 ans) et de Fiesque, avant que l'architecte Le Vau ne vienne de Paris pour transformer « l'antique manoir en une magnifique demeure moderne, lumineuse et élégante », y créant une bibliothèque et y réservant une salle au théâtre, et pour de même métamorphoser le parc, qui était à l'état sauvage, avec « des allées, des chemins, des sentiers, des terrasses, des jeux d'eau et de perspective » qui en font alors « un lieu enchanteur de promenades, de goûters, de concerts ».
C'est à Saint-Fargeau, où « elle apporte un véritable don pour la vie de société », qu'Anne rencontre pour la première fois celle qui demeurera sa plus grande amie, Madeleine Blondel - Mademoiselle d'Outrelaize - que Gilonne d'Harcourt avait fait venir de sa Normandie natale pour la présenter à la Grande Mademoiselle.

### Retour à Paris

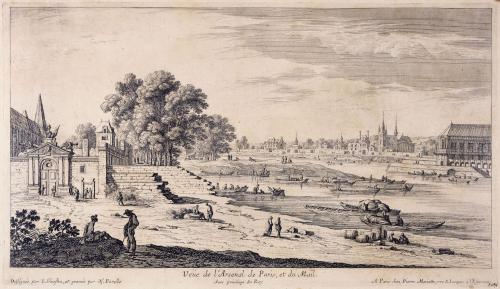
Israël Silvestre, l'Arsenal de Paris vers 1650.

Dans les premières semaines de 1657, Anne est de retour à Paris où Gilonne d'Harcourt l'a précédée de peu. En « grandes dames dont le premier souci était leur position dans le monde, restitue Benedetta Craveri, elles n'hésitent pas à s'entendre secrètement avec Gaston de France, avec lequel elles n'avaient cessé d'intriguer dans le dos de Mademoiselle, pour convaincre la princesse d'accepter les conditions d'une rapide réconciliation avec la famille royale ». La Grande Mademoiselle revoit les deux comtesses pour la première fois le 14 février 1658, écrivant alors à leur propos : « je les trouvais si changées que j'eus peine à les reconnaître, l'une par l'excès de sa maigreur, l'autre par celui de sa graisse ».
Anne logera bientôt, et pour le restant de ses jours, dans le « bel appartement » qu'Henry de Daillon, duc de Lude, grand maître de l'artillerie de France, lui offrira en hospitalité viagère à l'Arsenal de Paris et où elle accueillera Madeleine Blondel D'Outrelaize. On les appelle alors ensemble les « Divines » et nous savons par Madame de Sévigné qu'en 1680 leur entente est toujours si parfaite qu'Anne décline la proposition de devenir dame d'atours de la reine, au motif que « son repos et Divine valent mieux qu'une vie si agitée et si brillante ».
Issue du livre de Joseph Marmette, une légende court au Canada que, lorsque, en 1698, Louis de Buade de Frontenac meurt et qu'il est inhumé en l'église du couvent des Récollets de Québec, son cœur, conformément à ses ultimes volontés, aurait été envoyé à sa veuve qui, à réception, aurait éclaté de rire en interrogeant sur ce qu'elle pourrait bien faire d'un cœur mort qui, vivant, ne lui appartint pas, pour aussitôt le retourner au Canada où il reposerait auprès de la dépouille dont on l'a extrait. Ernest Myrand et Robert de Roquebrune préfèrent restituer que, très attaché à sa sœur Henriette-Marie de Buade, comtesse Henri Louis Habert de Montmor, c'est auprès de cette dernière que le comte aurait clairement consigné dans son testament de faire déposer ses entrailles, en la chapelle Saint-Joseph (dite aussi chapelle des Montmor) de l'église Saint-Nicolas-des-Champs,,.
Elle meurt le 20 janvier 1707 en son appartement de l'Arsenal de Paris.

## Évocations et témoignages
« Elle avait été belle et ne l'avait pas ignoré. Elle et Mademoiselle d'Outrelaise, qu'elle logeait avec elle, donnaient le ton à la meilleure compagnie de la ville et de la cour, sans y aller jamais. On les appelait les Divines. En effet, elles exigeaient de l'encens comme déesse, et ce fut toute leur vie à qui leur en prodiguerait. »

— Louis de Rouvroy de Saint-Simon

« Elle paraît avoir été une insupportable pécore... C'était une belle femme, extrêmement fantasque. Après avoir épousé Frontenac malgré leurs deux familles, elle ne voulait pas vivre avec lui. Retirée à l'Arsenal, où le grand maître de l'artillerie lui avait offert un logement, elle recevait tout Paris, se piquait vaguement des lettres et personnifiait assez bien les Précieuses. Elle avait avec elle une amie, mademoiselle d'Outrelaise, et toutes deux étaient appelées les Divines par leurs relations. Elle avait été amie de mademoiselle de Montpensier et accompagna celle-ci à la Bastille pour voir tirer le canon sur les troupes du roi pendant la Fronde... L'époux d'une telle femme était mieux à Québec qu'à Paris. Il paraît d'ailleurs qu'elle avait aidé à l'y faire envoyer, l'aimant mieux là-bas qu'ici. »

— Robert de Roquebrune

## Iconographie

### Galerie de portraits

par ordre de citations dans la biographie ci-dessus
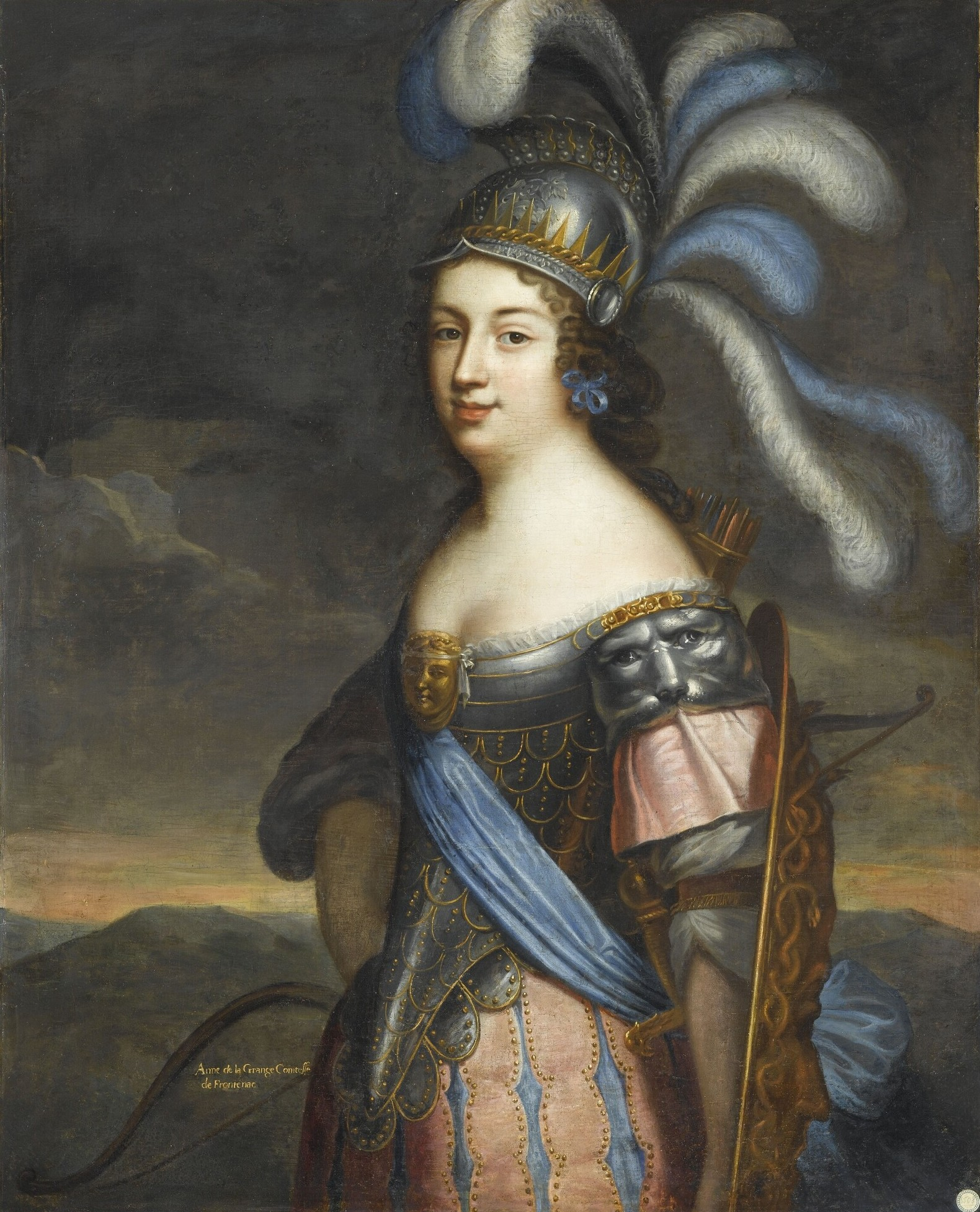
Anne de La Grange-Trianon, château de Versailles.
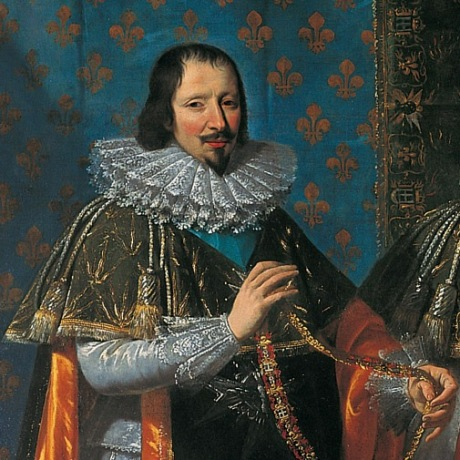
Philippe de Champaigne, Claude Bouthillier
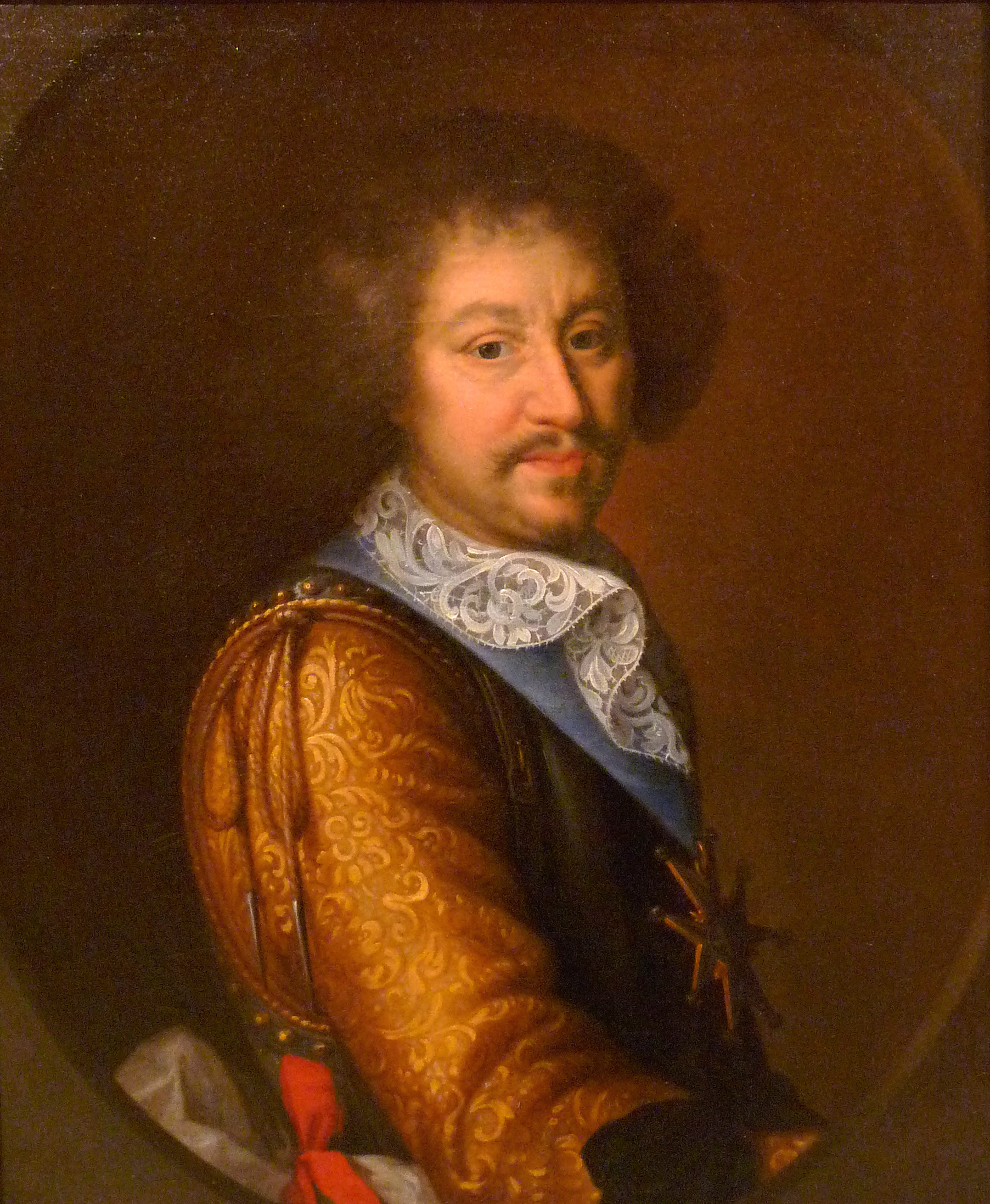
François II d'Espinay, marquis de Saint-Luc
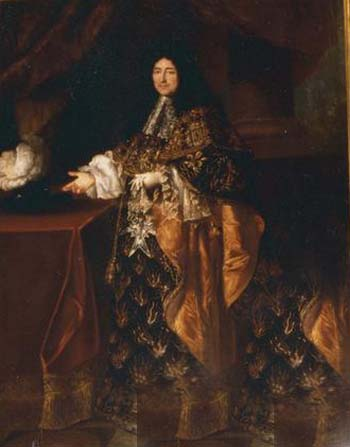
Hippolyte de Béthune
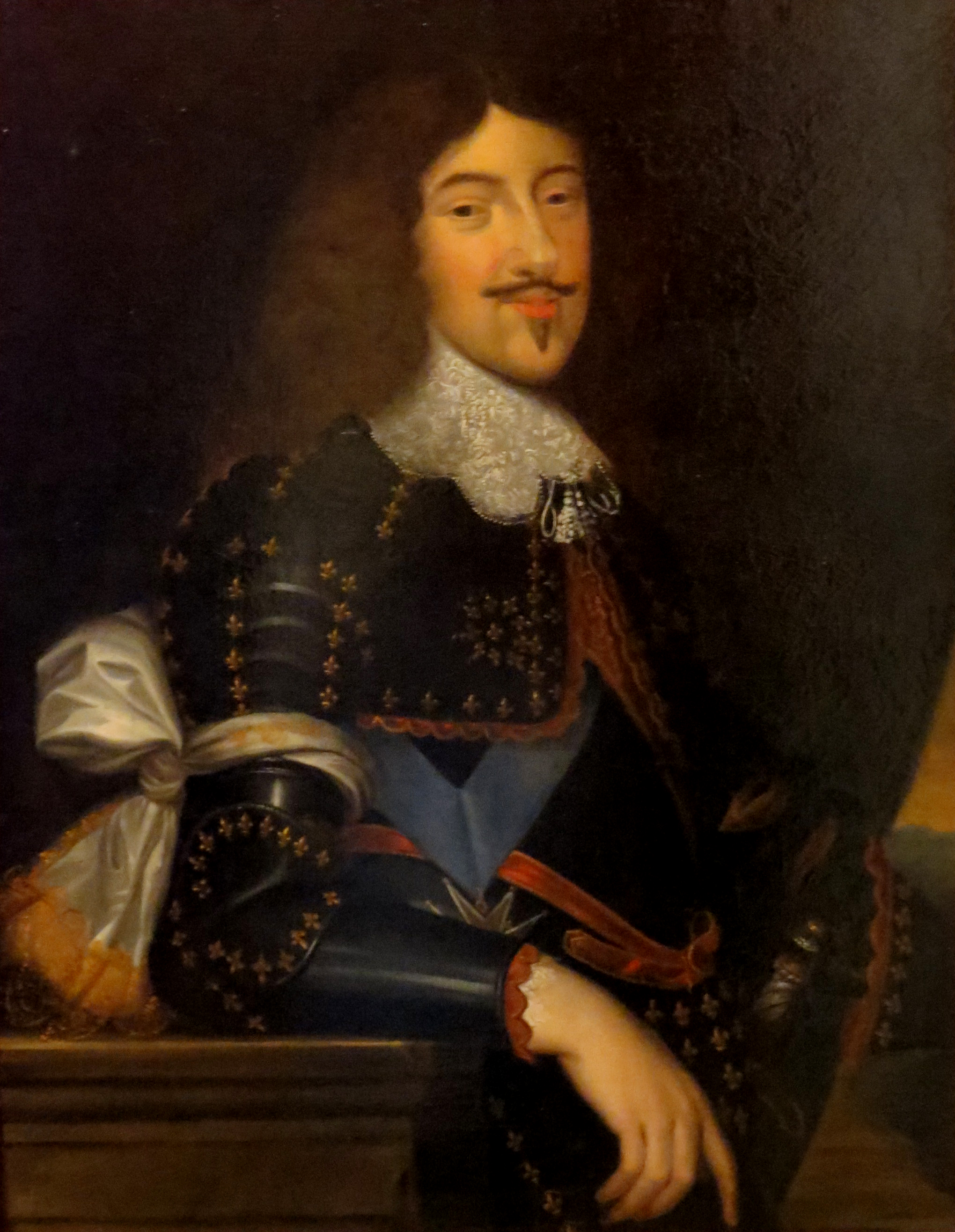
d'après Philippe de Champaigne, Gaston de France
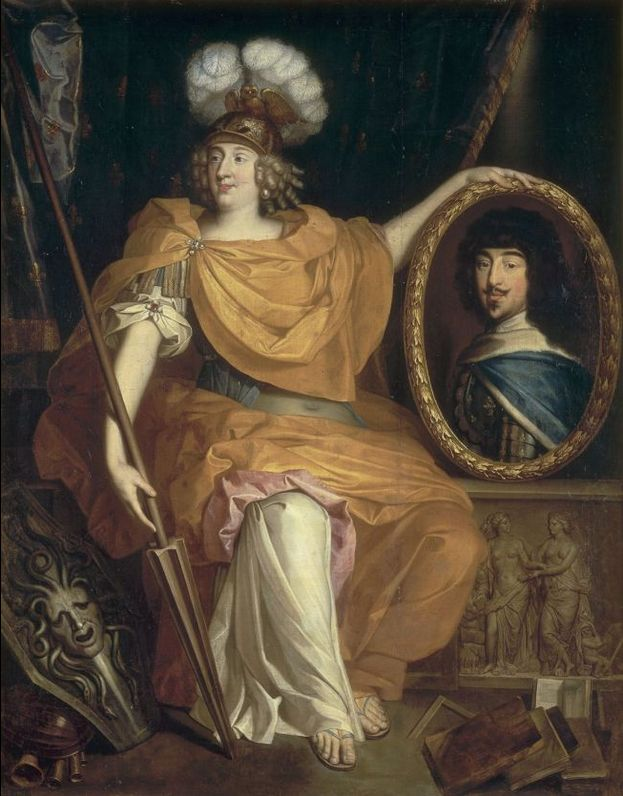
Mademoiselle de Montpensier
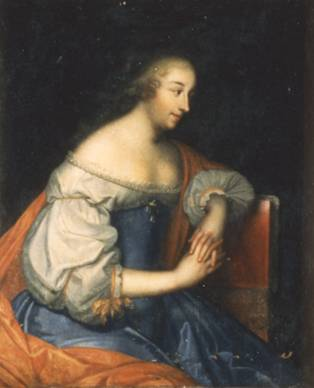
Gilonne d'Harcourt, château de Bussy-Rabutin.
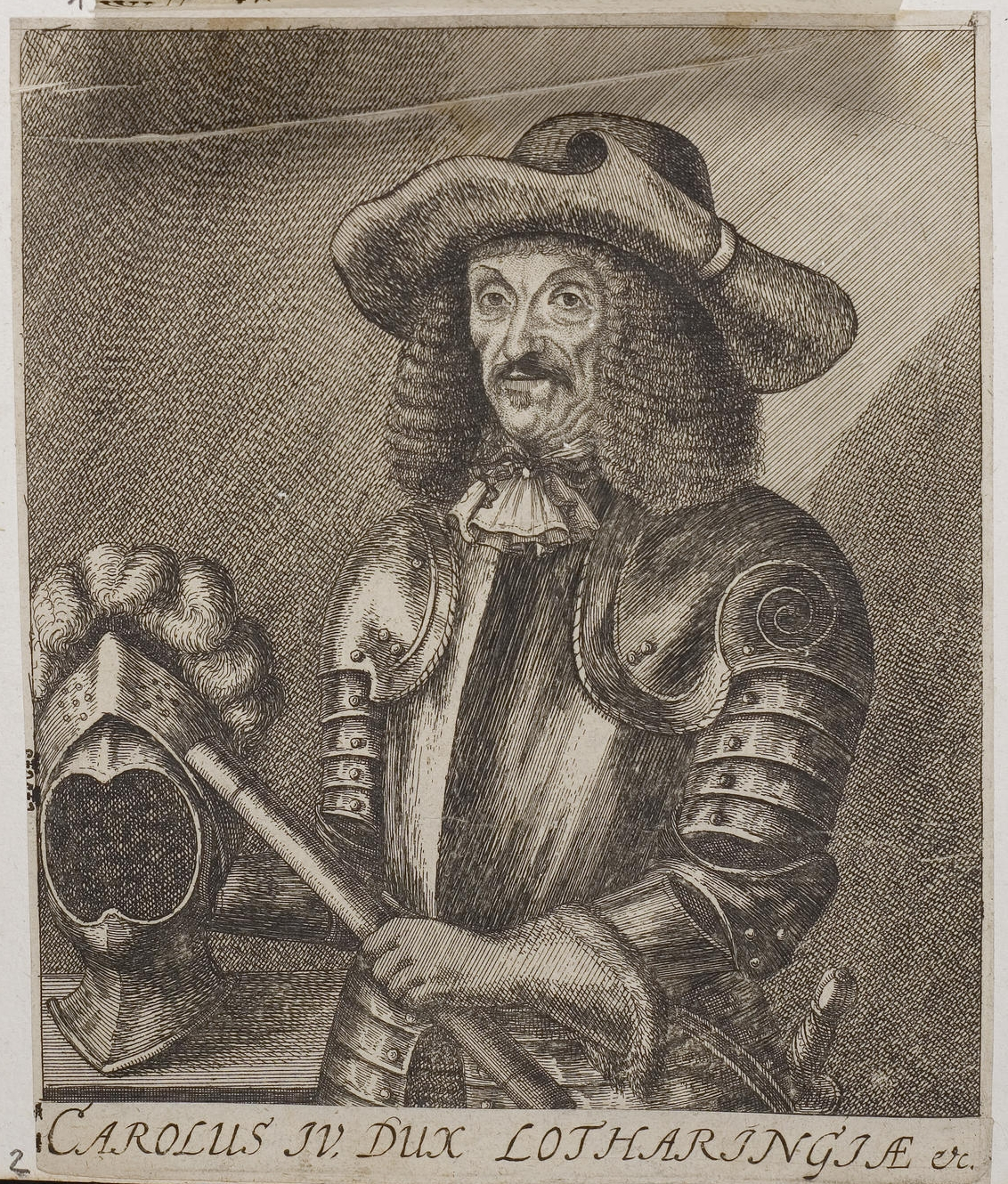
Charles IV de Lorraine
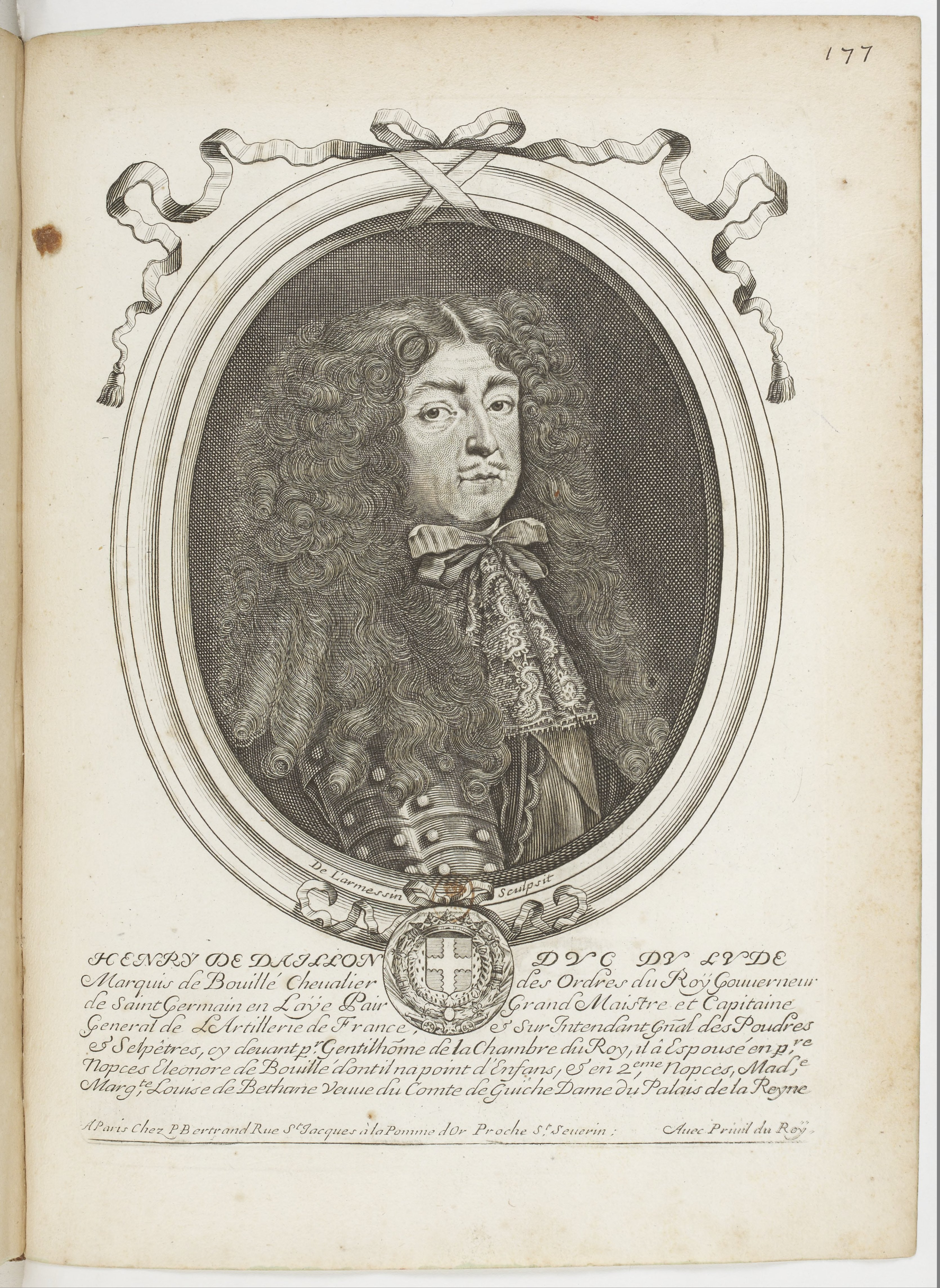
Nicolas II de Larmessin, Henry de Daillon, duc de Lude
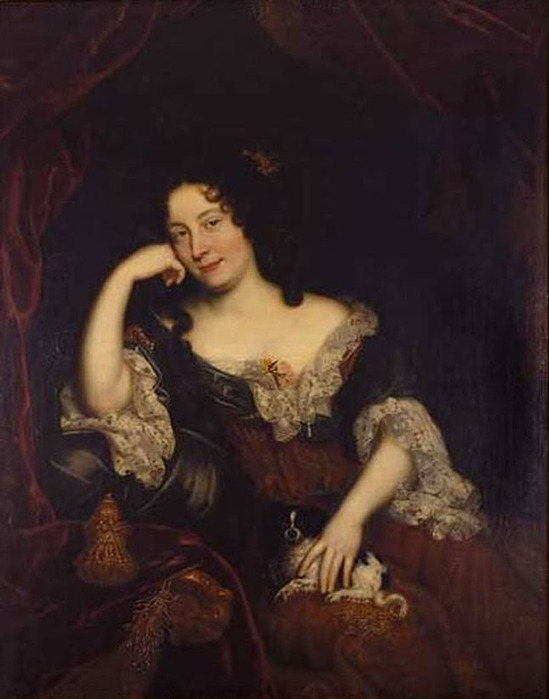
Madame de Maintenon

### Conservation
- Anne de La Grange-Trianon, comtesse de Palluau et de Frontenac, représentée en costume de Bellone, huile sur toile anonyme 108x87cm, château de Versailles[21],[22].
- Alfred Johannot, L'entrée de Mademoiselle de Montpensier à Orléans pendant la Fronde, huile sur toile, 1833, musée des Beaux-Arts d'Orléans. On y voit, derrière la Grande Mademoiselle recevant les hommages du conseil de la ville, ses deux maréchales de camp : Gilonne d'Harcourt de profil, à gauche, et Anne de La Grange-Trianon, de face, à droite[23].